# ديفيد لي (لاعب كرة طائرة)
ديفيد لي (بالإنجليزية: David Lee)‏ (8 مارس 1982 في الولايات المتحدة - ) هو لاعب كرة طائرة شاطئية ولاعب كرة طائرة الولايات المتحدة في مركز وسط ‏. شارك في الألعاب الأولمبية الصيفية 2012 والألعاب الأولمبية الصيفية 2008 والكرة الطائرة في الألعاب الأولمبية الصيفية 2016. ولعب مع P.A.O.K. V.C. ‏ ونادي زينيت كازان للكرة الطائرة و وVC Lokomotiv Novosibirsk ‏ وShanghai Men's Volleyball Club ‏ وVC Dynamo Moscow ‏ ونادي مودينا للكرة الطائرة وZiraat Bankası S.K. ‏ وRennes Volley 35 ‏ وVC Kuzbass Kemerovo ‏.

## وصلات خارجية
- دايفيد لي على موقع الاتحاد الأوروبي (الإنجليزية)
- دايفيد لي على موقع قاعدة بيانات الكرة الطائرة الشاطئية (الإنجليزية)
- دايفيد لي على موقع عالم الكرة الطائرة (الإنجليزية)
- دايفيد لي على موقع دوري الدرجة الأولى الإيطالي للكرة الطائرة - رجال (الإيطالية)
- دايفيد لي على موقع أوليمبيديا (الإنجليزية)
- دايفيد لي على موقع اللجنة الأولمبية والبارالمبية الأمريكية (الإنجليزية)